# 臺中市立圖書館
臺中市立圖書館（簡稱中市圖）為臺灣臺中市的市立公共圖書館系統，轄有臺中市46個分館，共392萬冊（件），臺中市政府文化局為其主管機關。
成立之初以原北屯四張犁分館作為總館，臺中市立圖書館新總館将坐落於水湳經貿園區、中央公園北側，新馆規劃地下2層鋼筋混凝土構造及隔震層，地上7層鋼骨構造，總樓地板面積约5萬8千平方公尺，已於2019年9月16日開工動土，預計2022年底前主體建築工程完工。

## 歷史
2010年12月25日，臺中市縣合併，原臺中市文化局和原臺中縣文化局所管理的縣市級圖書館，以及原臺中市各區公所和原臺中縣各鄉鎮市公所管理的鄉鎮市區級圖書館，皆交由臺中市政府文化局圖書資料科統一管理。2014年12月25日《地方制度法》修正後，和平區再次改制為具有公法人地位的地方自治團體，臺中市和平區圖書館改由和平區公所管理。
2016年3月1日，臺中市各區圖書館與大墩文化中心圖書館、葫蘆墩文化中心圖書館合併成立「臺中市立圖書館」，下設8個課室及43個分館，暫以原北屯四張犁分館為總館。同年10月18日，北區分館新館落成啟用。
2018年4月29日，西屯西溪分館落成啟用。9月20日，李科永紀念圖書分館落成啟用。2022年7月5日，大雅上楓分館落成啟用。

## 組織架構
- 館長
  - 秘書

### 行政業務單位
- 圖資採編課
- 閱覽典藏課
- 推廣輔導課
- 數位資訊課
- 秘書室
- 政風室
- 會計室
- 人事室
- 各分館

### 歷任館長
1. 施純福：2016年  3月  1日－2016年  6月29日（臺中市政府文化局副局長代理）
2. 張曉玲：2016年  6月29日－2022年  8月  1日
3. 鍾正光：2022年  8月  2日－2022年12月  8日（臺中市政府文化局專任委員代理）
4. 曾惠君：2022年12月  9日－現任

### 所屬分館
| 名稱                   | 館藏量                                                   | 館藏特色                      | 樓地板面積       | 座位                        | 啟用時間     | 位置                             | 電話                    |
| ---------------------- | -------------------------------------------------------- | ----------------------------- | ---------------- | --------------------------- | ------------ | -------------------------------- | ----------------------- |
| 總館(原北屯四張犁分館) | 中文 78,703冊 外文 2,758冊                               | 戲劇，500餘冊                 | 2,773.68平方公尺 | 一般閱覽 211席              | 2003年11月   | 北屯區豐樂路二段158號            | 04-24229833             |
| 中區分館               | 中文 65,396冊 外文 3,045冊                               | 攝影，500餘冊                 | 578.7平方公尺    | 一般閱覽 37席               | 1991年6月    | 中區成功路300號7樓               | 04-22252462             |
| 東區分館               | 中文 79,807冊 外文 3,387冊                               | 建築美學，909冊               | 1,391平方公尺    | 一般閱覽 46席 自修室 79席   | 1990年       | 東區建德街144號                  | 04-22830824             |
| 西區分館               | 中文 99,943冊 外文 2,737冊                               | 現代詩，506冊                 | 1,400平方公尺    | 一般閱覽 100席 自修室72席   | 1991年11月   | 西區精誠路256號                  | 04-23224531             |
| 大墩分館               | 中文 324,424冊 外文 35,216冊                             | 生活美學                      | 3,511平方公尺    | 一般閱覽 222席              | 1983年11月   | 西區英才路600號                  | 04-23727311             |
| 南區分館               | 中文 95,289冊 外文 2,771冊                               | 創意設計，700餘冊             | 2,536.76平方公尺 | 一般閱覽 91席 自修室 186席  | 1996年       | 南區五權南路335號                | 04-22623497             |
| 北區分館               | 中文 78,079冊 外文 4,613冊                               | 飲食文化，2000餘冊            | 1,534.5平方公尺  | 一般閱覽 113席 自修室 50席  | 2014年10月   | 北區健行路359號                  | 04-22362275             |
| 精武圖書館             | 中文 51,808冊 外文 4,043冊                               | 臺中文學                      |                  | 一般閱覽 165席              |              | 北區精武路291-3號                | 04-22293875             |
| 西屯分館               | 中文 107,250冊 外文 4,885冊 視聽資料 2,322件 期刊 129種  | 性別平等，670餘冊             | 3,330平方公尺    | 一般閱覽 269席 自修室 182席 | 1995年11月   | 西屯區福星路666號                | 04-27011102             |
| 溪西分館               | 中文 83,181冊 外文 2,011冊 視聽資料 680件 期刊 115種     | 建築生活美學，2,400餘冊       | 1,942平方公尺    | 一般閱覽 219席              | 2018年4月    | 西屯區福玄路1號                  | 04-23553011             |
| 南屯分館               | 中文 97,482冊 外文 3,276冊                               | 動物，1217冊                  | 1,623.01平方公尺 | 一般閱覽 46席 自修室 28席   |              | 南屯區大墩十二街361號            | 04-22533836             |
| 李科永紀念圖書分館     | 中文 61,965冊 外文 610冊                                 | 幼兒發展，877冊               | 2,677平方公尺    | 一般閱覽 290席              | 2018年9月    | 南屯區龍富路五段一號             | 04-22525966             |
| 北屯分館               | 中文 100,629冊 外文 7,767冊                              | 生命教育                      | 1,365平方公尺    | 一般閱覽 193席 自修室 85席  | 1993年1月    | 北屯區大連路三段122號            | 04-22444665             |
| 興安分館               | 中文 38,296冊 外文 10,376冊                              | 兒童英文，6000餘冊            |                  | 一般閱覽 147席              | 1987年4月    | 北屯區興安路一段162號            | 04-22328546             |
| 后里分館               | 中文 88,227冊 外文 2,806冊 視聽資料 2,340冊              | 音樂，1021冊                  | 1,099平方公尺    | 一般閱覽 57席 自修室 39席   | 1991年4月    | 后里區墩東里文化路28號           | 04-25574671             |
| 豐原分館               | 中文 58,848冊 外文 2,972冊                               | 糕餅，307冊                   | 1,290平方公尺    | 一般閱覽 277席 自修室 60席  |              | 豐原區育仁路81號                 | 04-25252195             |
| 豐原南嵩分館           | 中文 21,711冊 外文 106冊                                 | 漆藝 ，14冊                   | 502.70平方公尺   | 一般閱覽 30席               |              | 豐原區水源路17巷2號              | 04-25230438             |
| 葫蘆墩分館             | 中文 約290,000冊 外文 約20,000冊                         | 多元文化及文化創意，10000餘冊 | 2,204平方公尺    | 一般閱覽 372席              | 1983年元旦   | 豐原區圓環東路782號              | 04-25260136             |
| 神岡分館               | 中文 93,360冊 外文 3,149冊                               | 歷史文獻，500餘冊             | 1,560.91平方公尺 | 一般閱覽 80席 自修室 40席   |              | 神岡區中山路1460號               | 04-25620914             |
| 大雅分館               | 中文 90,549冊 外文 4,251冊                               | 漫畫，2,575冊                 | 749.33平方公尺   | 一般閱覽 78席               | 1992年6月    | 大雅區雅潭路四段800號            | 04-25683207             |
| 上楓分館               | 約6萬冊                                                  |                               |                  |                             | 2022年7月5日 | 大雅區上楓里樹德街255巷5號       | 04-25662188             |
| 潭子分館               | 中文 103,270冊 外文 4,165冊                              | 單車及步道，130餘冊           | 1,632.54平方公尺 | 一般閱覽 80席 自修室 106席  | 1988年11月   | 潭子區中山路二段399號            | 04-25319339             |
| 東勢分館               | 中文 80,924冊 外文 1,406冊                               | 園藝，約300餘冊               | 765平方公尺      | 一般閱覽 170席              | 1993年11月   | 東勢區豐勢路518號2樓             | 04-25870006             |
| 石岡分館               | 中文 97,990冊 外文 2,976冊                               | 客家文史，約1000餘冊          | 1,671平方公尺    |                             |              | 石岡區明德路175號                | 04-25722435             |
| 新社分館               | 中文 85,035冊 外文 2,539冊                               | 休閒農業，約370餘冊           | 878.4平方公尺    | 一般閱覽 81席 自修室 32席   | 1989年       | 新社區興社街四段1巷1號           | 04-25817868             |
| 大甲分館               | 中文 122,783冊 外文 4,987冊                              | 編織                          | 1,832.54平方公尺 | 一般閱覽 93席 自修室 52席   | 1988年3月    | 大甲區雁門路172號                | 04-26870836 04-26883703 |
| 外埔分館               | 中文 78,533冊 外文 2,064冊 東南亞 379冊 視聽資料 1,119冊 | 農牧，約800餘冊               | 525.75平方公尺   | 一般閱覽 70席 自修室 35席   | 1993年11月   | 外埔區大同里甲后路三段1060號     | 04-26833596             |
| 大安分館               | 中文 88,002冊 外文 2,486冊                               | 自然生態保育，3037冊          | 1,052.91平方公尺 | 一般閱覽 128席              |              | 大安區中庄里興安路378號          | 04-26713290             |
| 沙鹿深波分館           | 中文 116,123冊 外文 7,557冊 視聽資料 7,617冊             | 電影，2683冊                  |                  | 一般閱覽 70席               | 1990年2月    | 沙鹿區鎮南路二段488號            | 04-26634606             |
| 沙鹿文昌分館           | 中文 30271冊 外文 1877冊                                 | 青少年文學                    | 824.44平方公尺   | 一般閱覽 158席 自修室 116席 | 2011年5月    | 沙鹿區文昌街12號                 | 04-26634605             |
| 梧棲分館               | 中文 110,822冊 外文 2,675冊                              | 海港文化，760冊               | 1,215.14平方公尺 | 一般閱覽 100席              | 1984年3月    | 梧棲區雲集街72號                 | 04-26568701             |
| 梧棲親子分館           | 中文 25,363冊 外文 5,685冊                               | 0-6歲專屬書籍                 | 2,916.81平方公尺 | 一般閱覽 36席               | 2010年5月    | 梧棲區民生街15-77號              | 04-26571900             |
| 清水分館               | 中文 112,376冊 外文 4,033冊                              | 推理文學，約3100餘冊          | 2,424.49平方公尺 | 一般閱覽 164席 自修室 100席 | 1998年2月    | 清水區鎮政路50號                 | 04-26271597             |
| 大肚分館               | 中文 72,529冊 外文 2557冊                                | 親職教育，約300餘冊           | 1,450.55公尺平方 | 一般閱覽 114席              | 1984年5月    | 大肚區頂街里大德六街30號         | 04-26995230             |
| 大肚瑞井分館           | 中文 36,383冊 外文 791冊                                 | 手工藝，約100餘冊             | 496.99平方公尺   | 一般閱覽 60席               | 2017年1月    | 大肚區瑞井里華山路700號          | 04-26913572             |
| 烏日分館               | 中文 96,548冊 外文 4,936冊                               | 鐵道文化，180冊               | 3,112平方公尺    | 一般閱覽 150席 自修室 80席  | 2005年3月    | 烏日區九德里興祥街121號          | 04-23368773             |
| 龍井分館               | 中文 79,999冊 外文 4,226冊                               | 養生食譜，約3000餘冊          | 1,328.18平方公尺 | 一般閱覽 26席 自修室 84席   |              | 龍井區龍泉里觀光路2號            | 04-26353020             |
| 龍井山頂分館           | 中文 42,593冊 外文 1,883冊                               | 藝術，約1700餘冊              | 515.47平方公尺   | 一般閱覽 30席               | 2002年5月    | 龍井區新庄里中沙路新庄仔巷19-1號 | 04-26520771             |
| 龍井龍津分館           | 中文 27,350冊 外文 1,546冊                               | 環保兒童繪本，約300餘冊       | 438.8平方公尺    | 一般閱覽 64席               | 2008年11月   | 龍井區龍津里中央路一段167號3樓   | 04-26300993             |
| 太平坪林分館           | 中文 71,437冊 外文 2,441冊                               | 生態，約1200餘冊              | 1,268平方公尺    | 一般閱覽 110席 自修室 92席  | 2009年7月    | 太平區中山路一段213號            | 04-23920510             |
| 太平分館               | 中文 69,434冊 外文 1,404冊                               | 兒童文學，約7700餘冊          | 614.6平方公尺    | 一般閱覽 36席 自修室 100席  | 1991年4月    | 太平區太平三街20號               | 04-22797786             |
| 大里分館               | 中文 108,227冊 外文 5,173冊                              | 休閒旅遊，約4000餘冊          | 4,337.88平方公尺 | 一般閱覽 202席 自修室 65席  | 2008年5月    | 大里區中興路一段163號            | 04-24962651             |
| 大里德芳分館           | 中文 約108,615冊 外文 約2,541冊                          | 科普，約4000多餘冊            | 2,731.7平方公尺  | 一般閱覽 174席 自修室 262席 | 1994年7月    | 大里區德芳路一段229號4樓         | 04-24815336             |
| 大里大新分館           | 中文 64,270冊 外文 1,471冊                               | 財經，約1000餘冊              | 2,064.58平方公尺 | 一般閱覽 50席 自修室 96席   | 1984年10月   | 大里區大新街36之1號              | 04-24066049             |
| 霧峰以文分館           |                                                          |                               | 7,000平方公尺    | 一般閱覽90席 自修室168席    | 1968年       | 霧峰區大同路8號                  | 04-23332426             |
| 和平分館               | 中文 54,216冊 外文 838冊                                 | 泰雅族文化                    | 776.86平方公尺   | 自修室 67席                 | 1989年12月   | 和平區東關路三段156號            | 04-25942713             |

## 總館
臺中市立圖書館成立之初以2003年完工啟用的北屯四張犁分館作為總館。
位於西屯區水湳經貿園區的新總館，興建經費約新臺幣10.28億，預計2025年完工。啟用後，預計藏書將達到70萬冊，將是臺中市最大型的市立公共圖書館，也是繼國立公共資訊圖書館之後，臺中市第二大的公共圖書館，竣工後的臺中市立圖書館樓高7層，另包括地下2層。

## 市圖各館圖片集

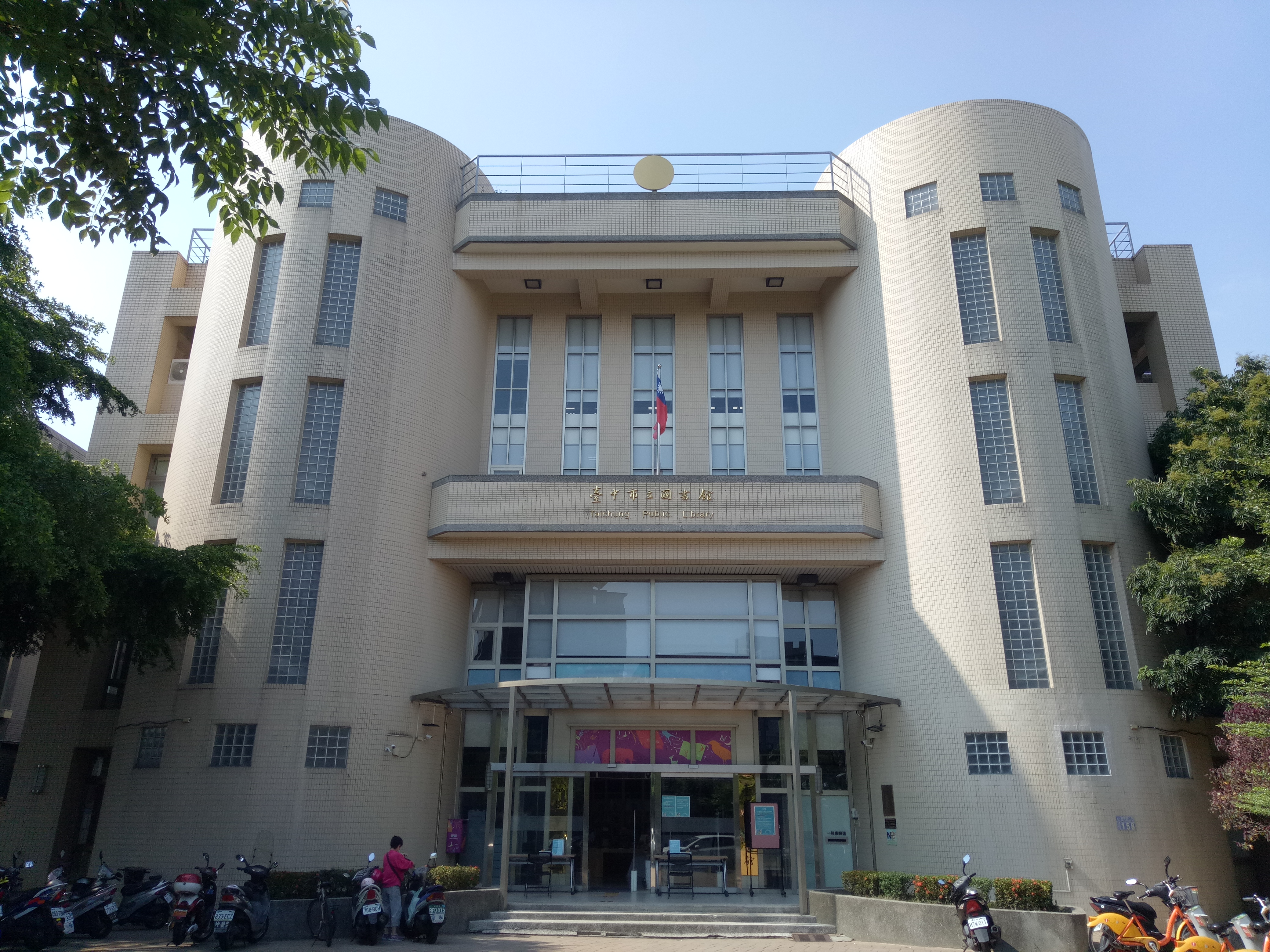
北屯四張犁分館，暫為總館
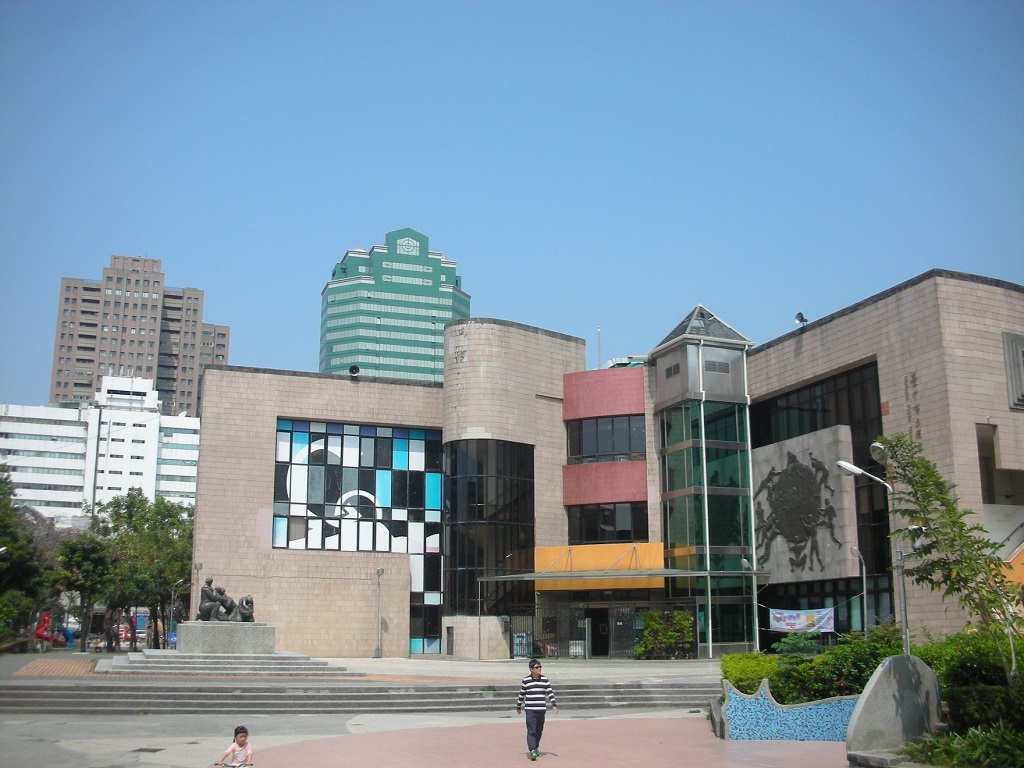
興安分館，原為北屯兒童分館（整建前外觀）
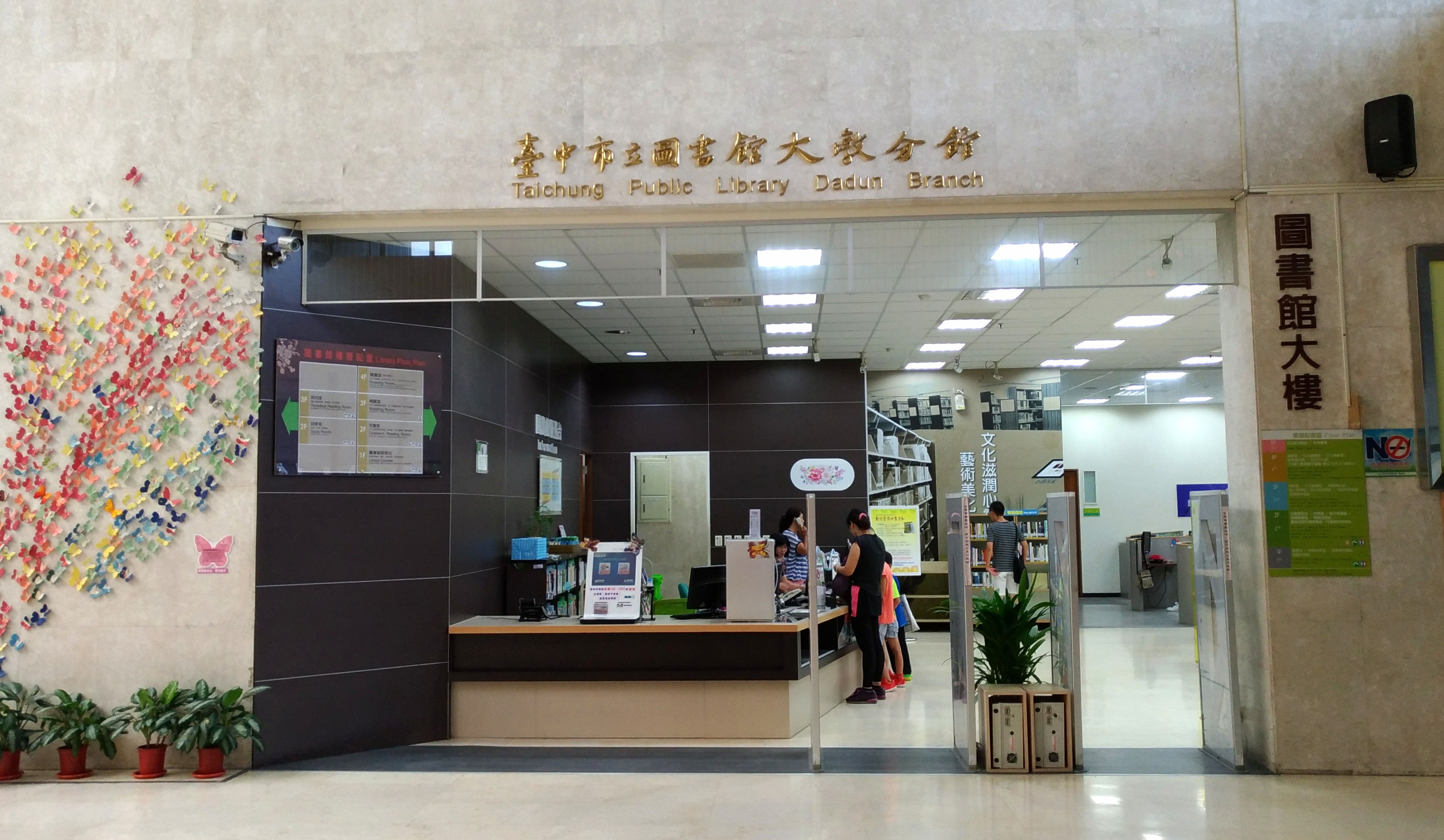
大墩分館
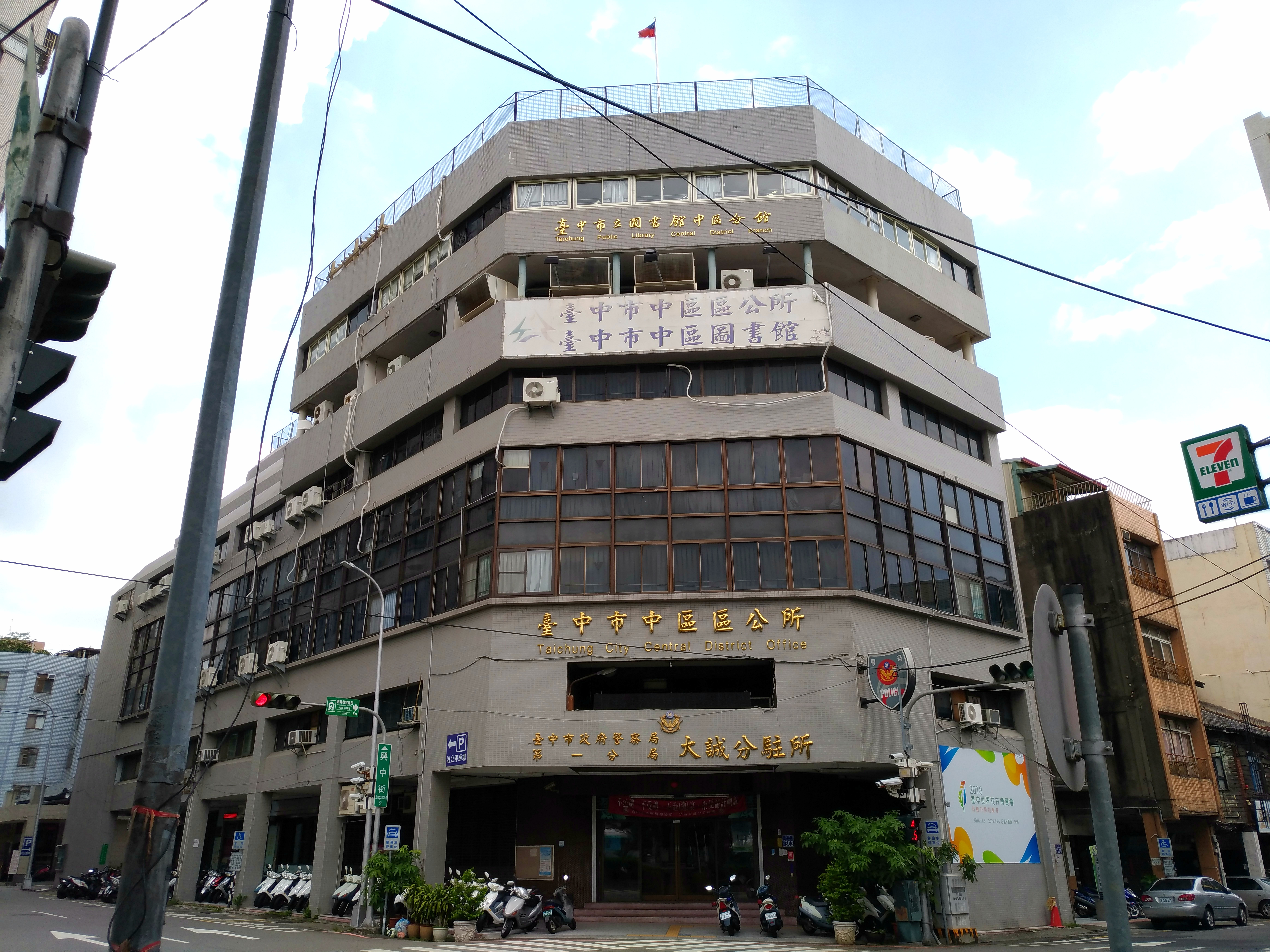
中區分館
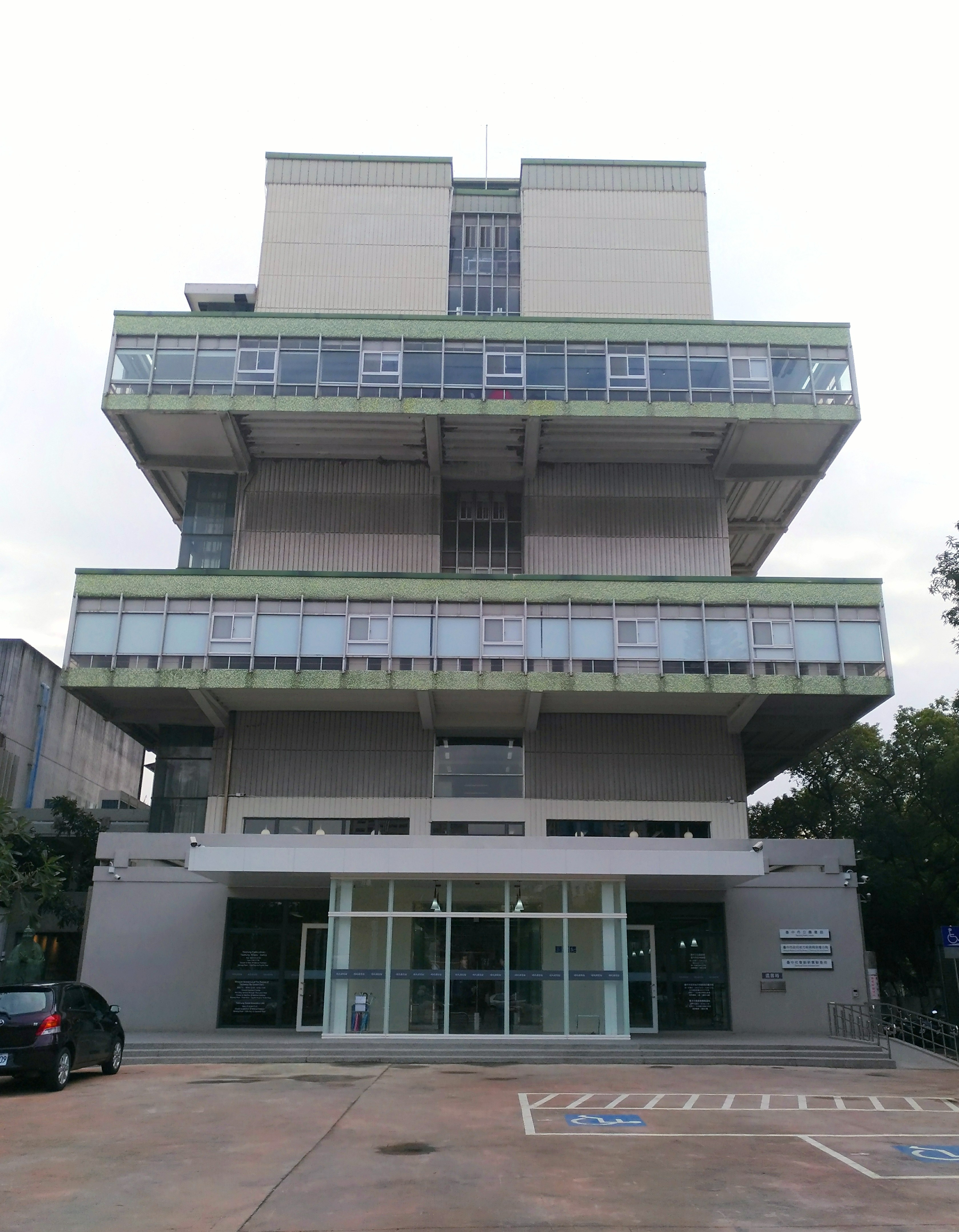
精武圖書館
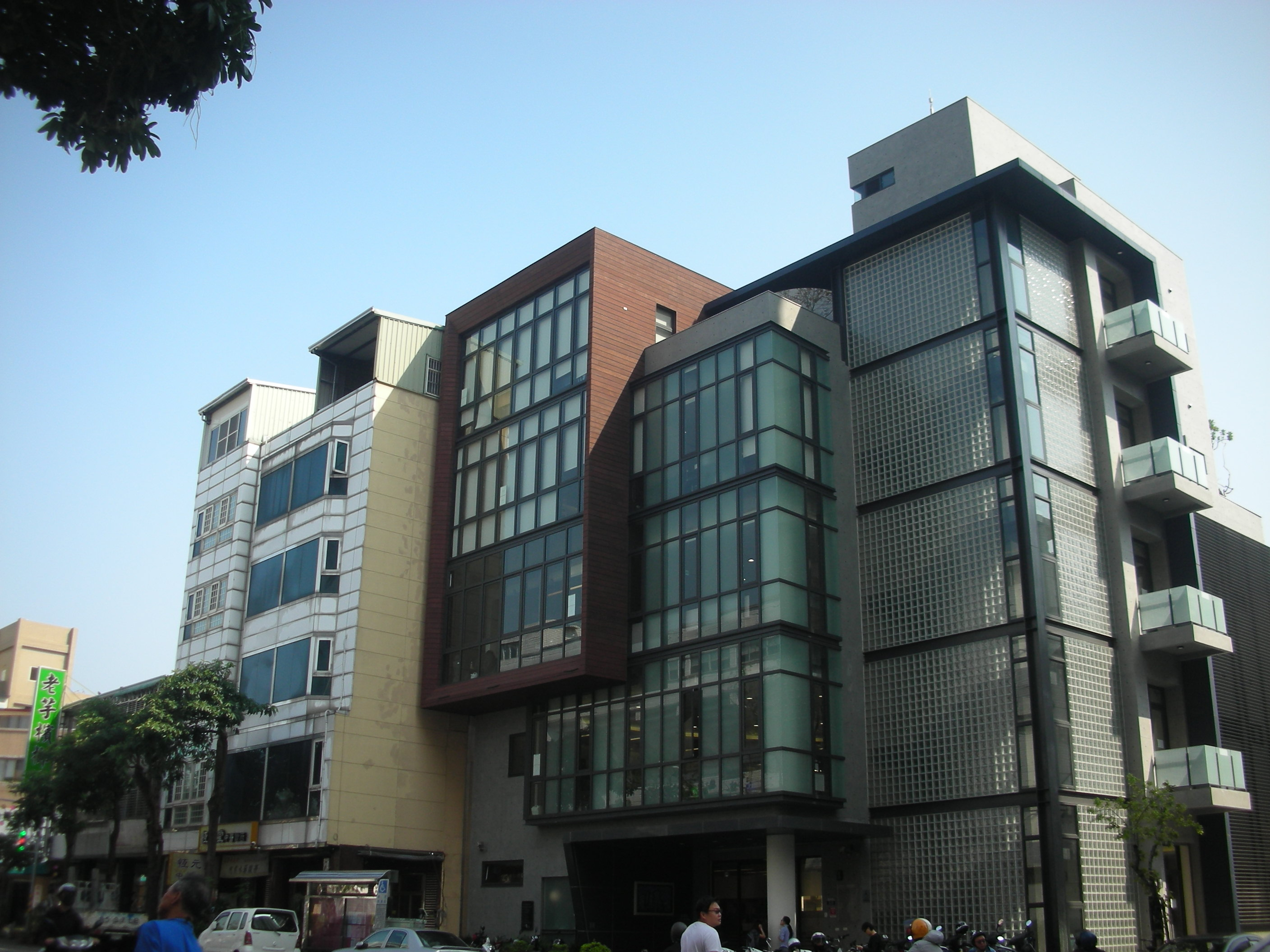
北區分館
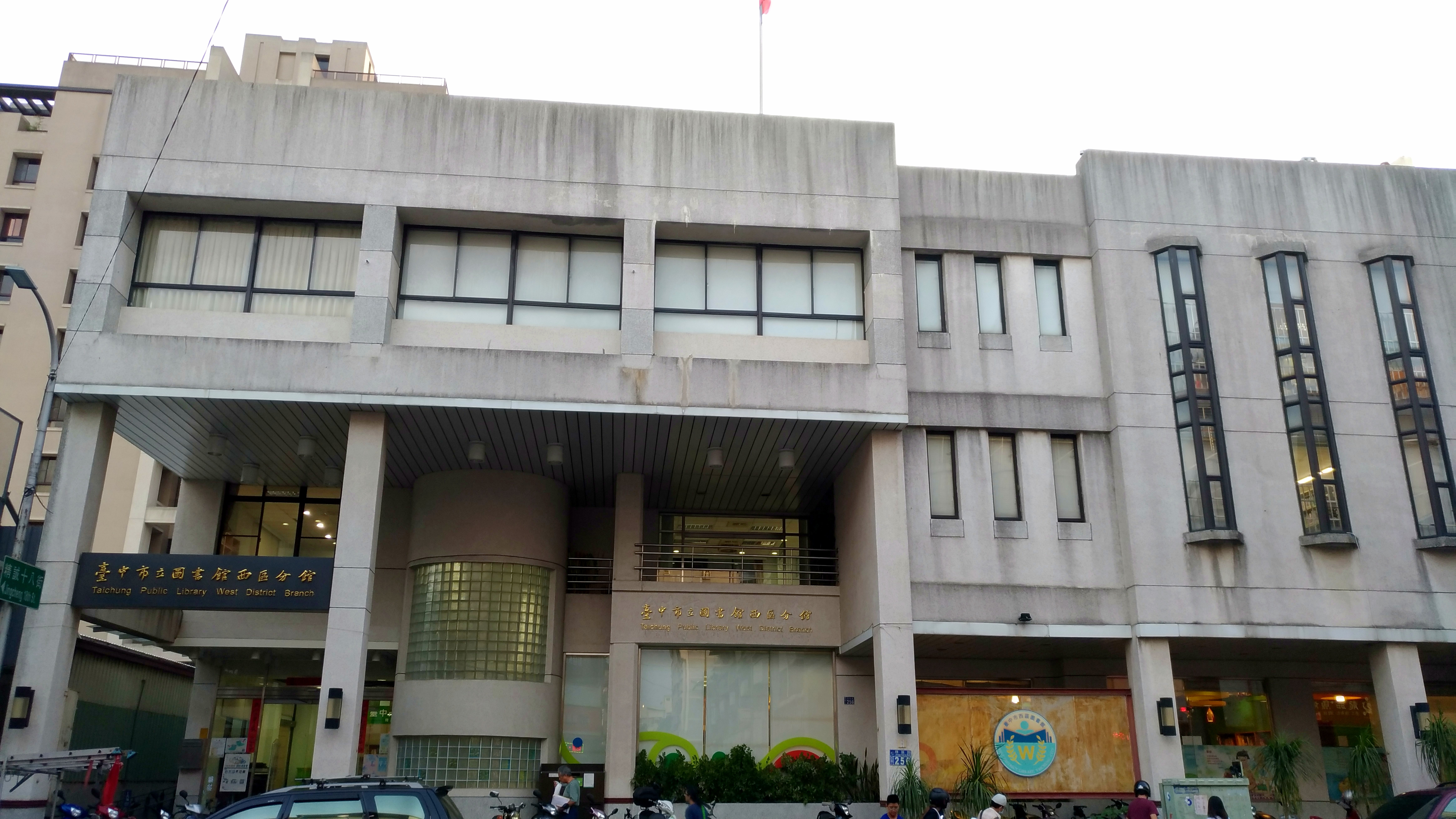
西區分館
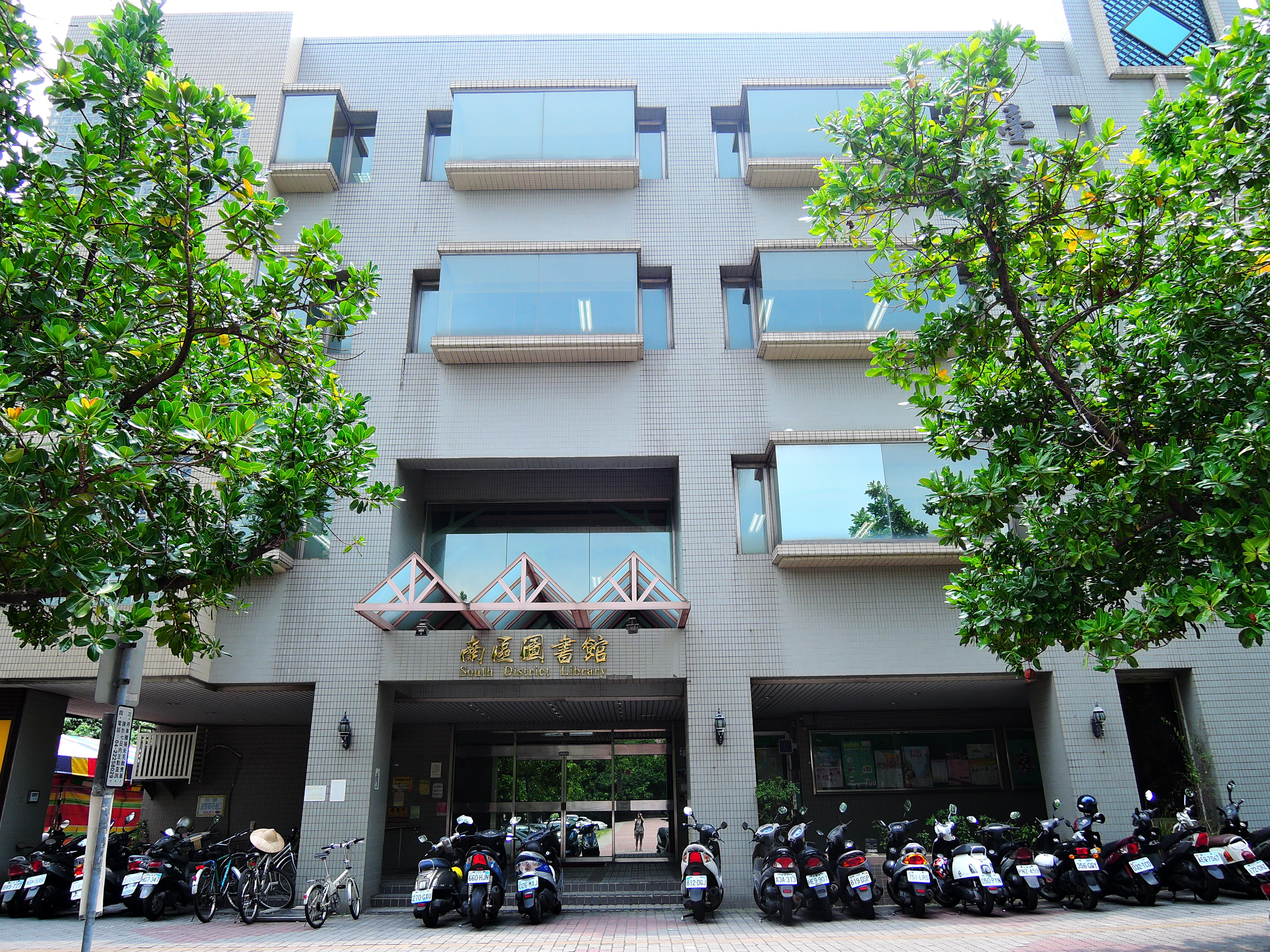
南區分館
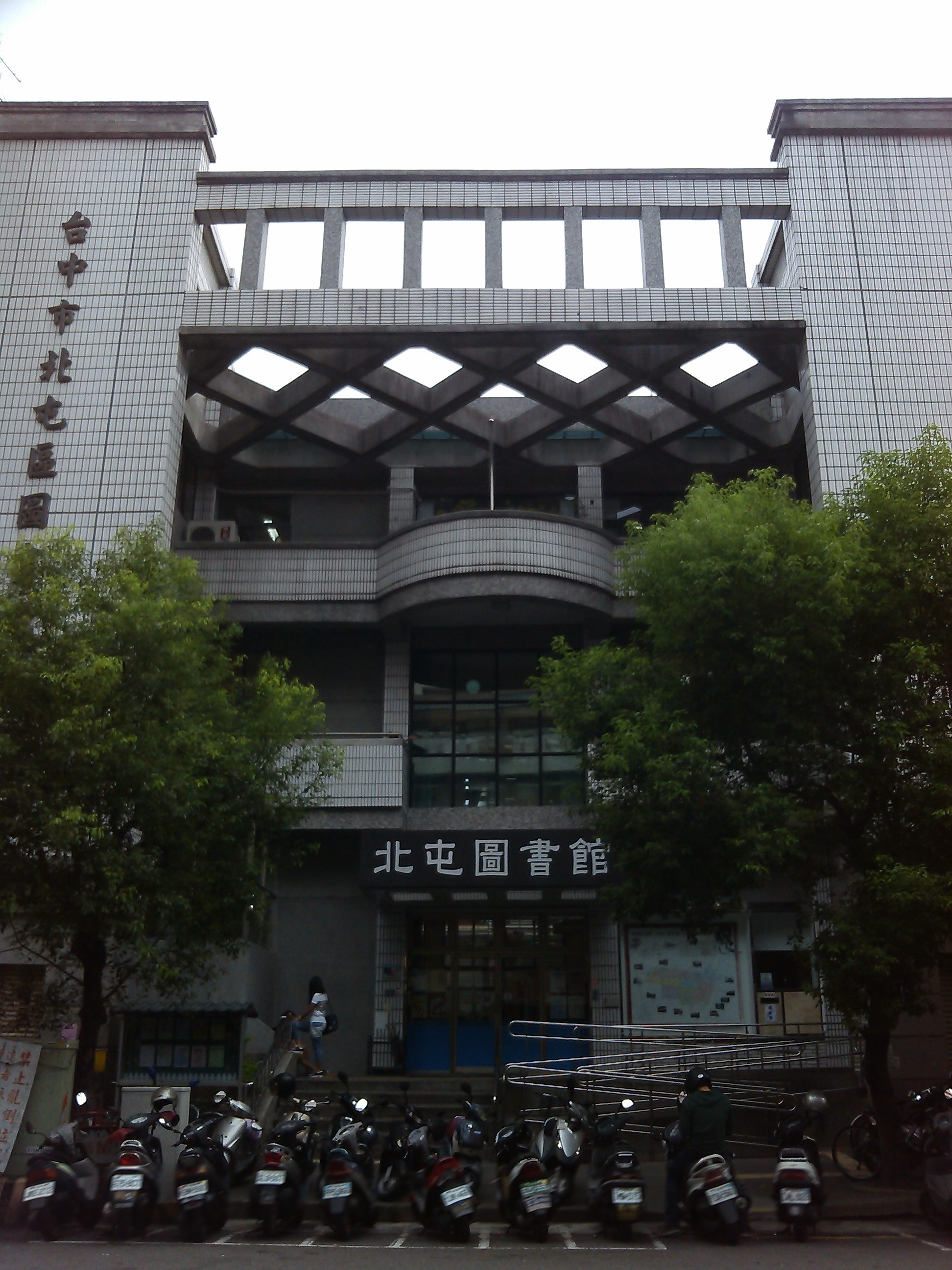
北屯分館
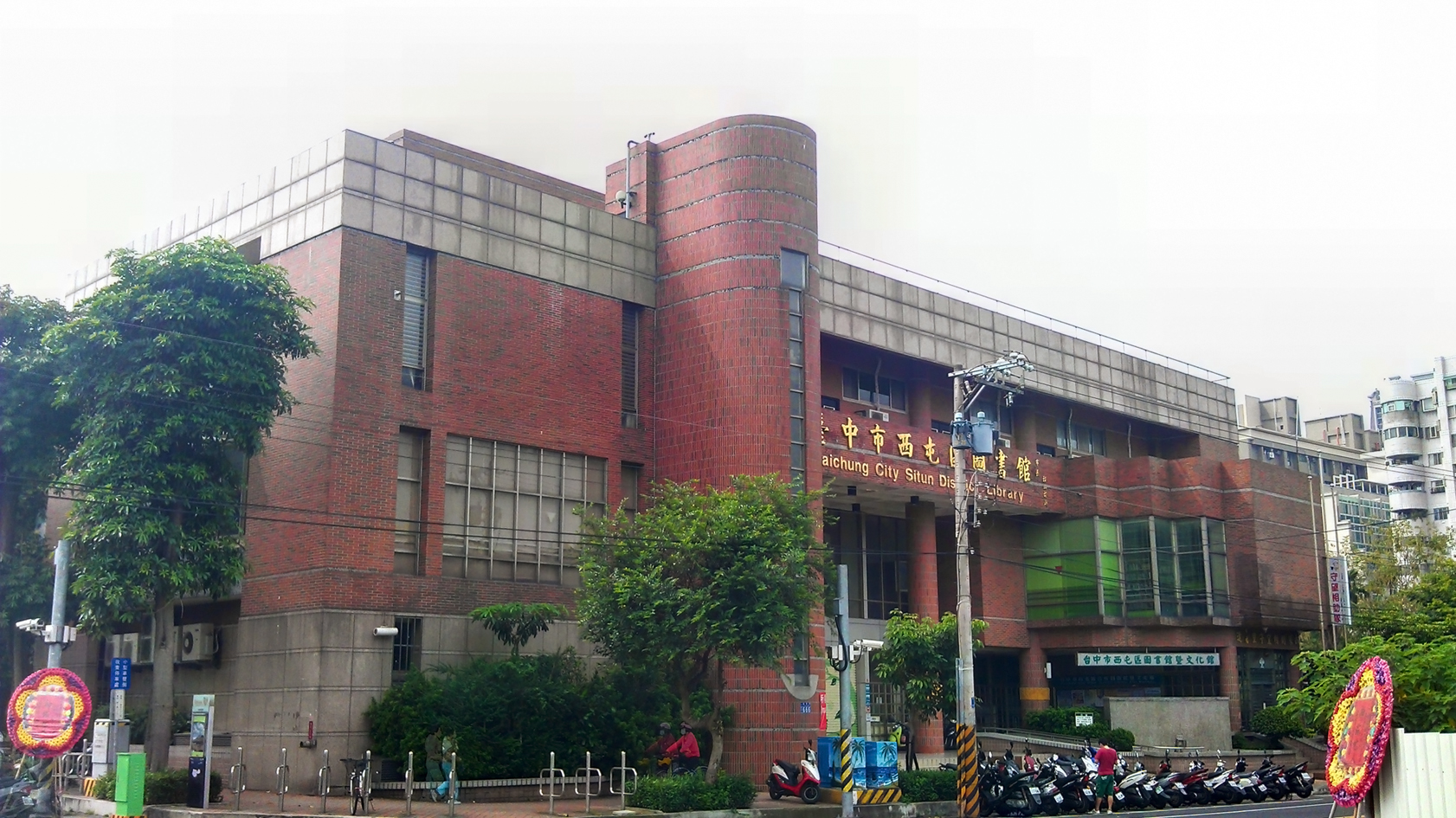
西屯分館
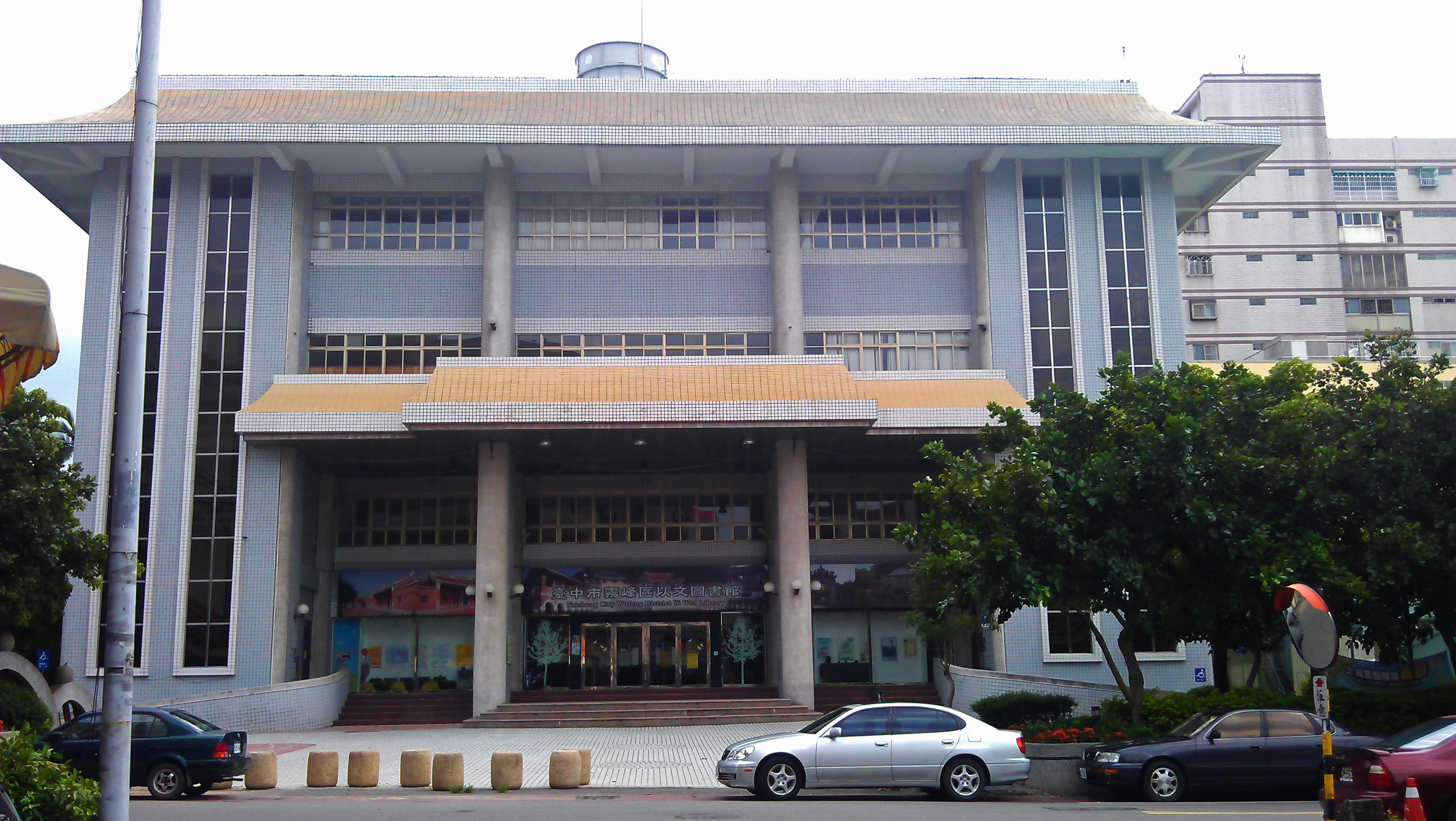
霧峰以文分館
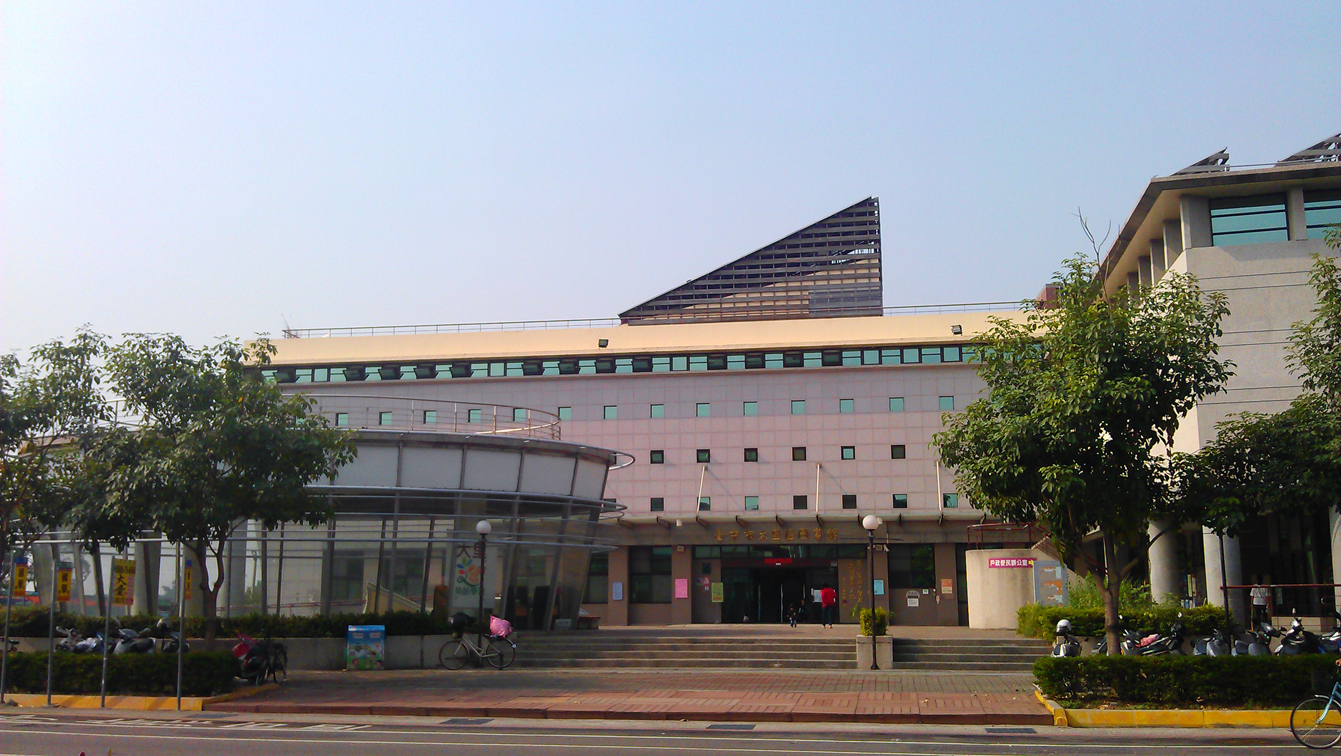
大里分館
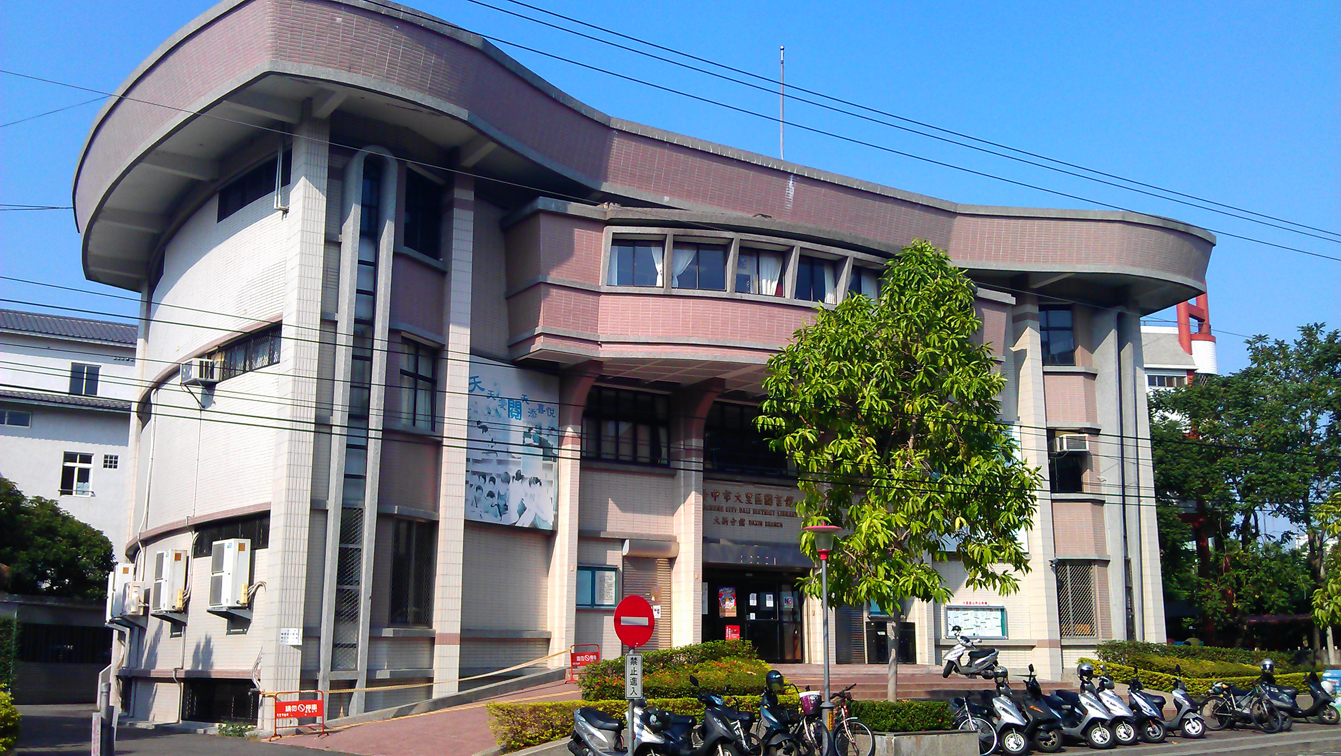
大里大新分館
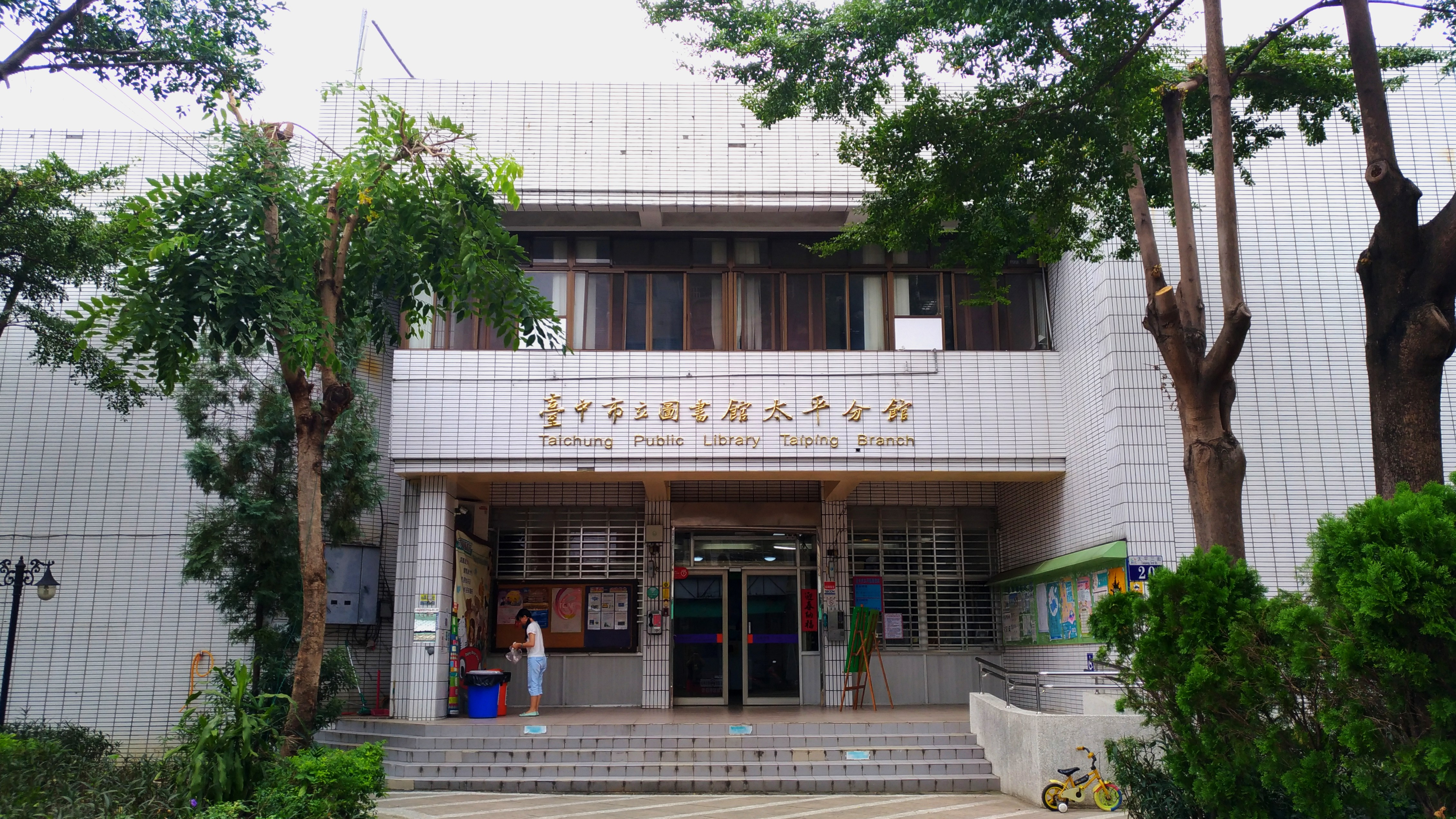
太平分館
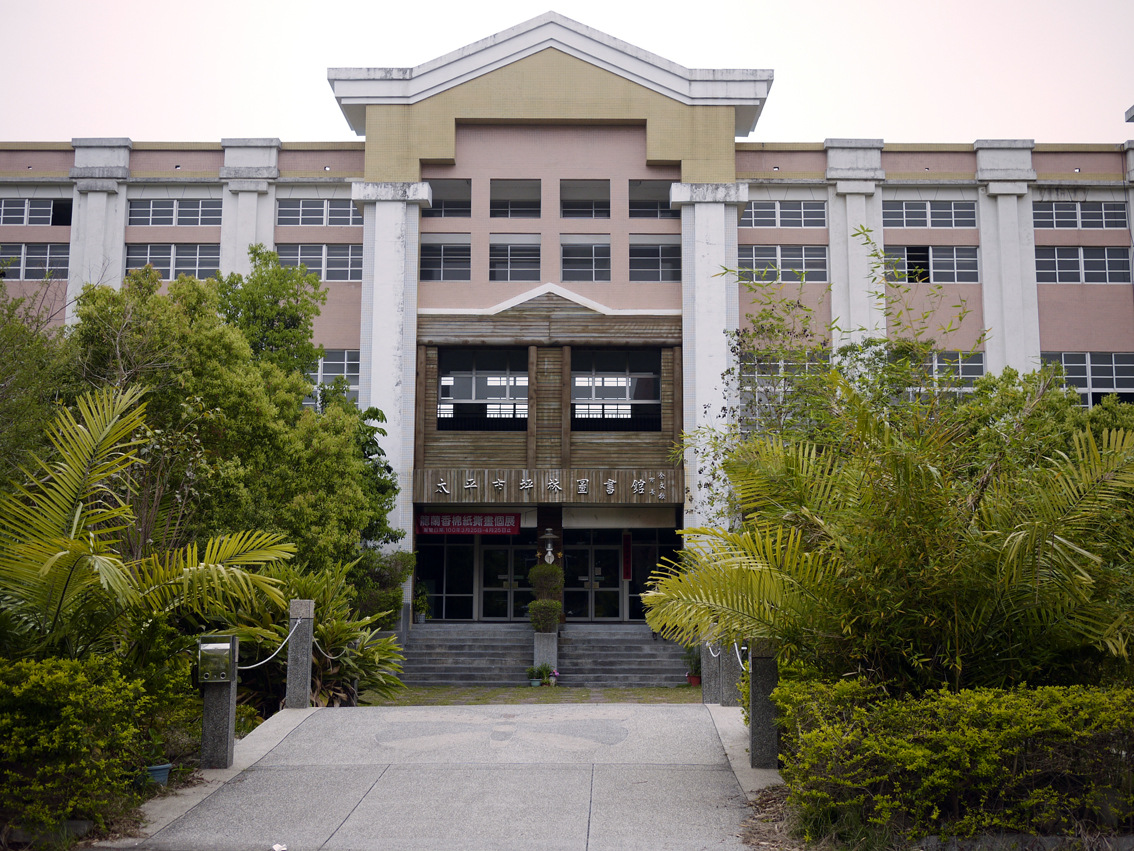
太平坪林分館
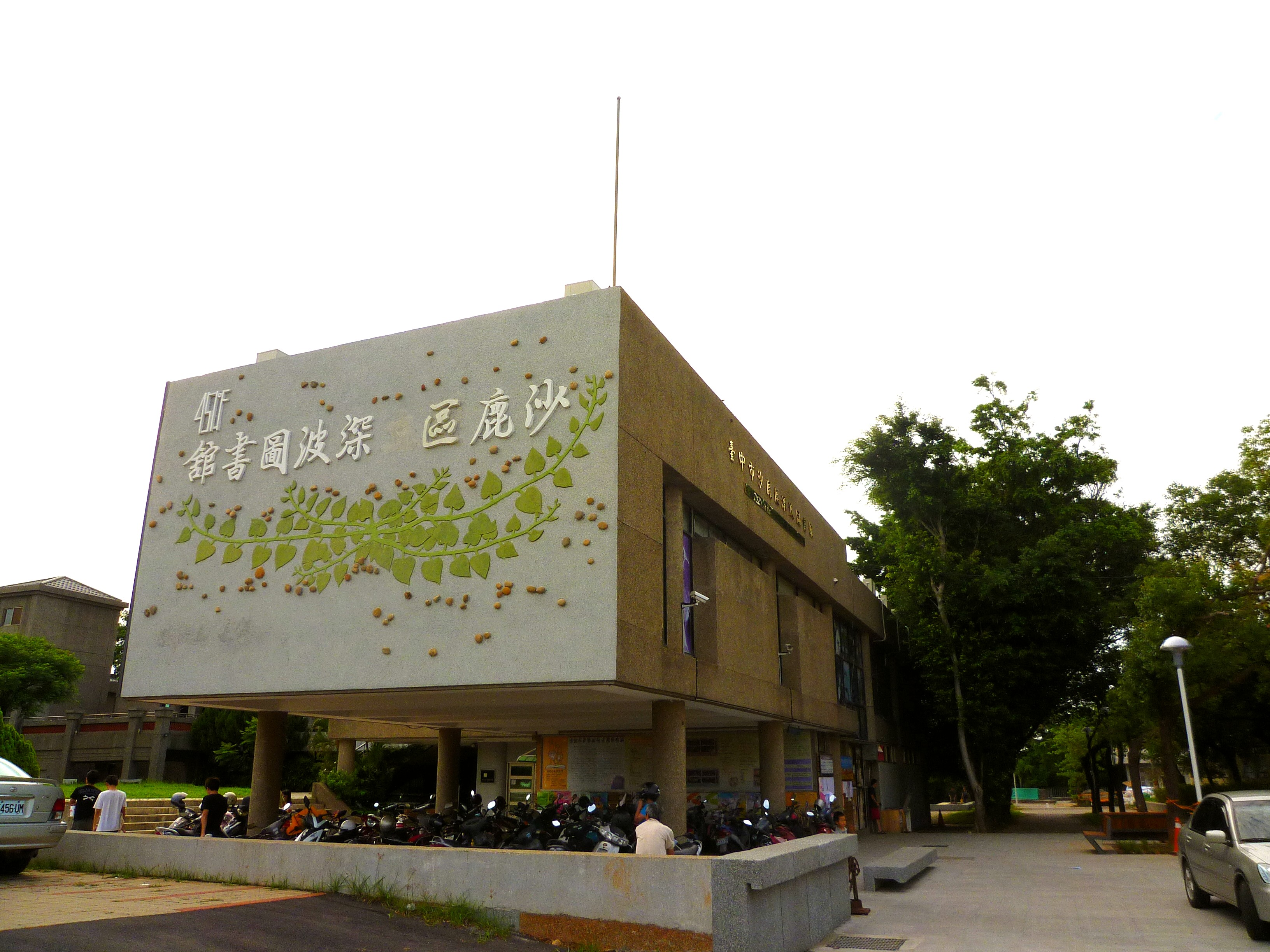
沙鹿深波分館
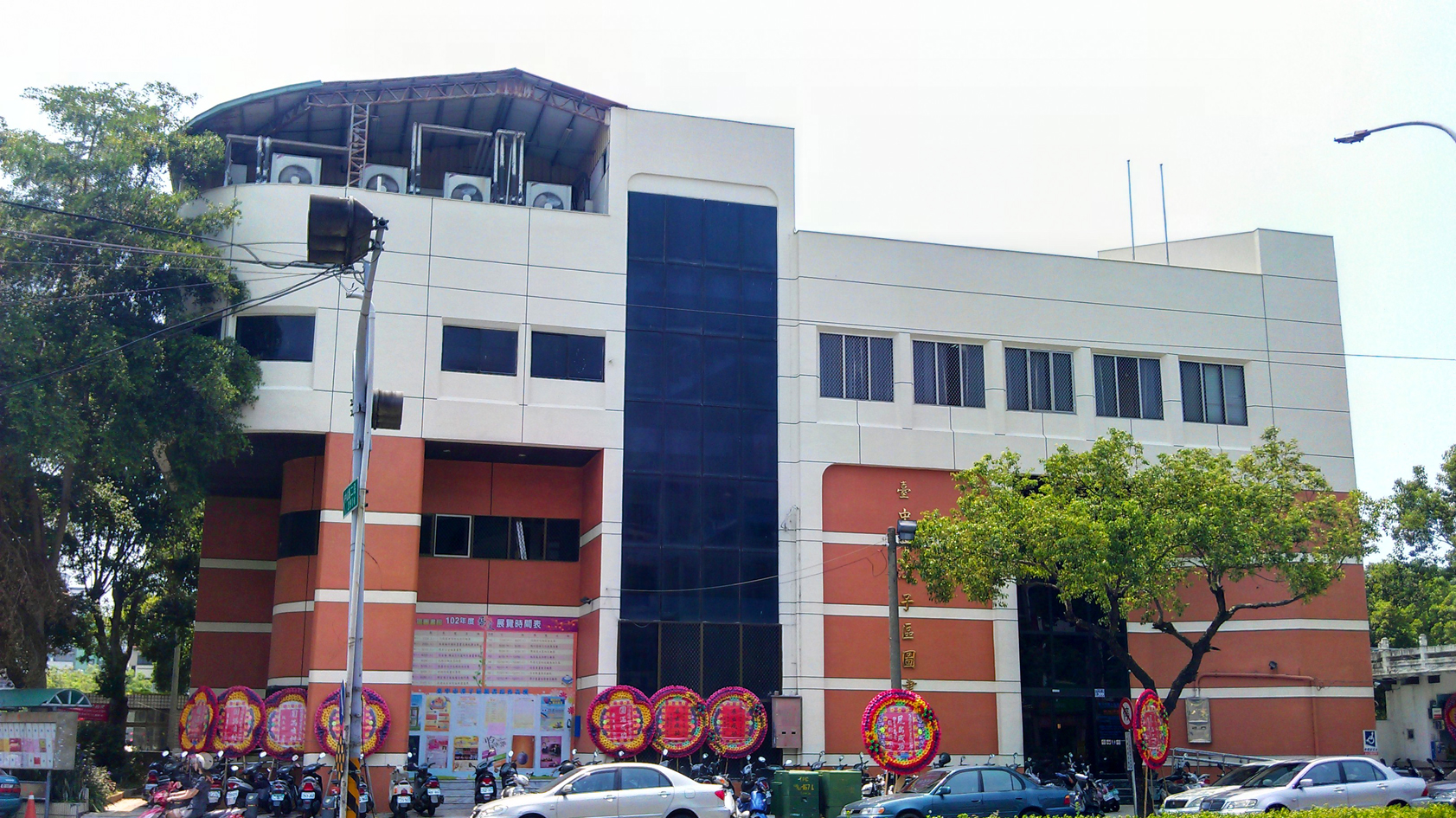
潭子分館
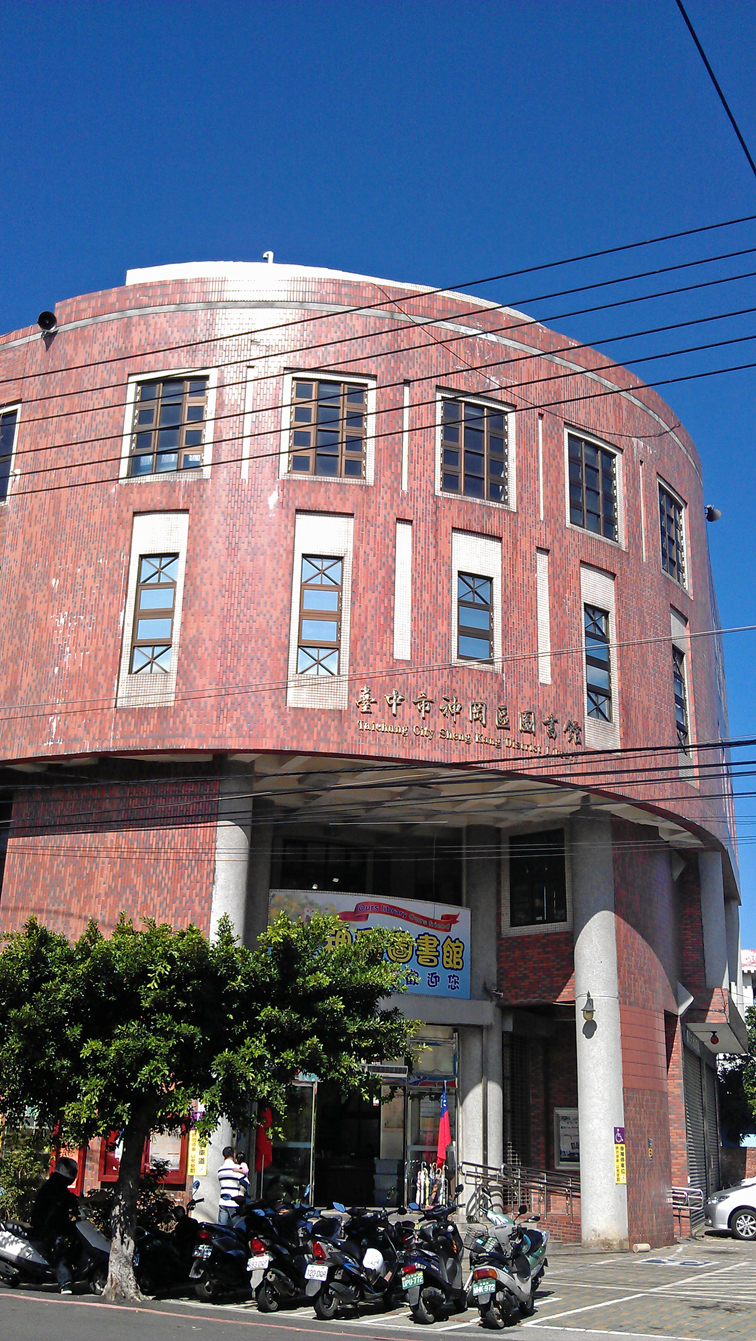
神岡分館
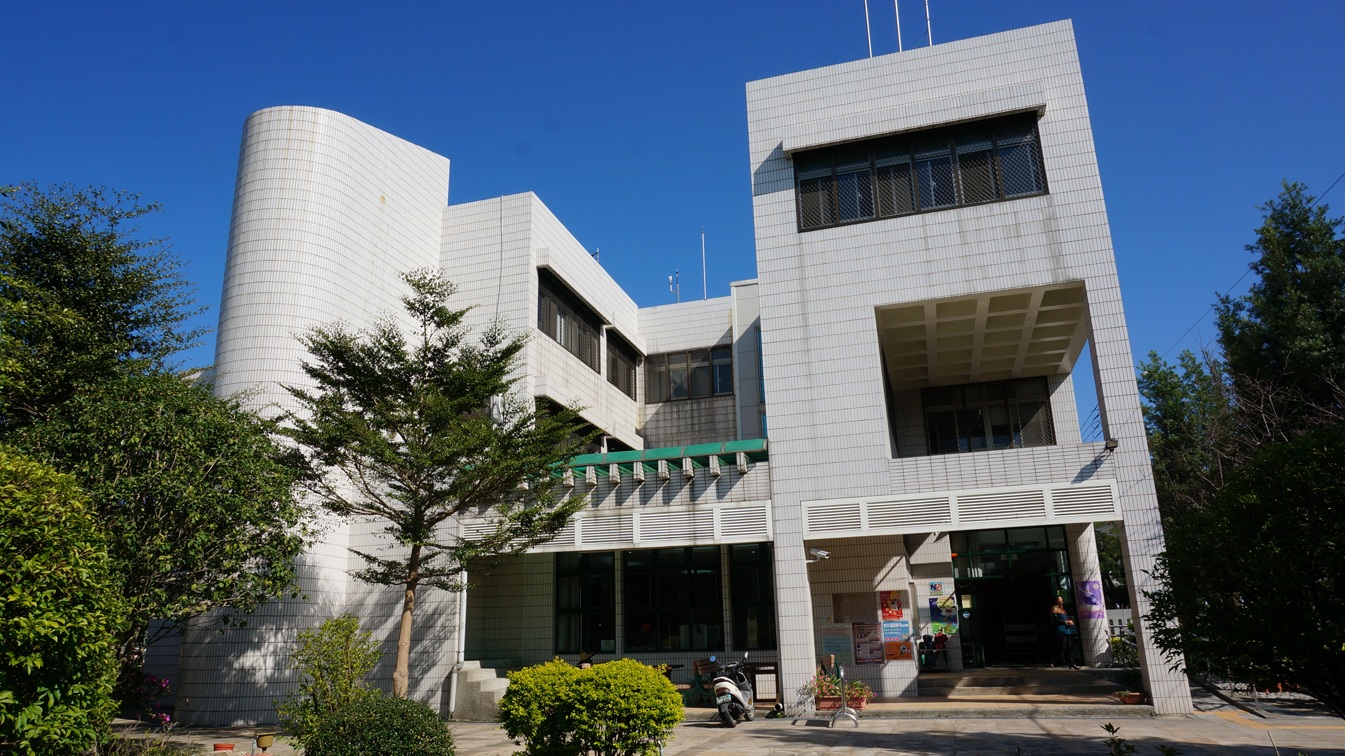
新社分館
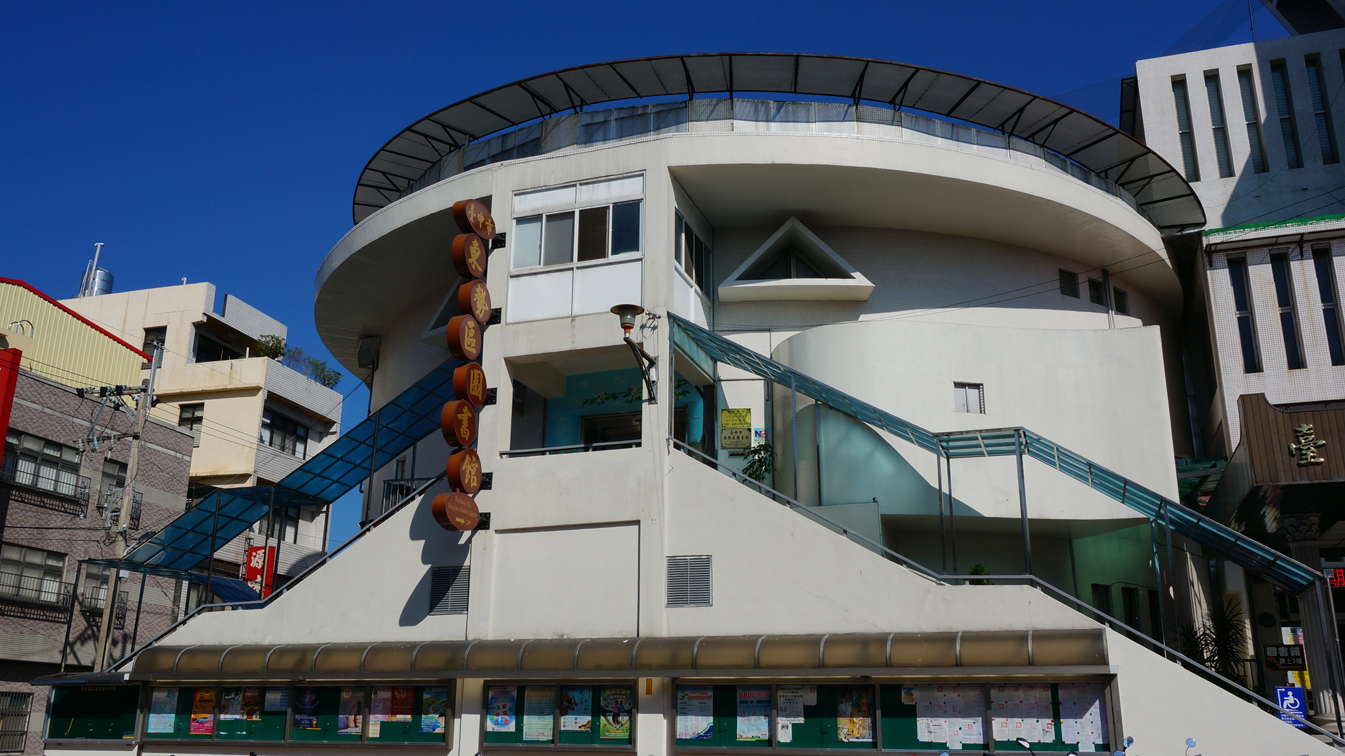
東勢分館
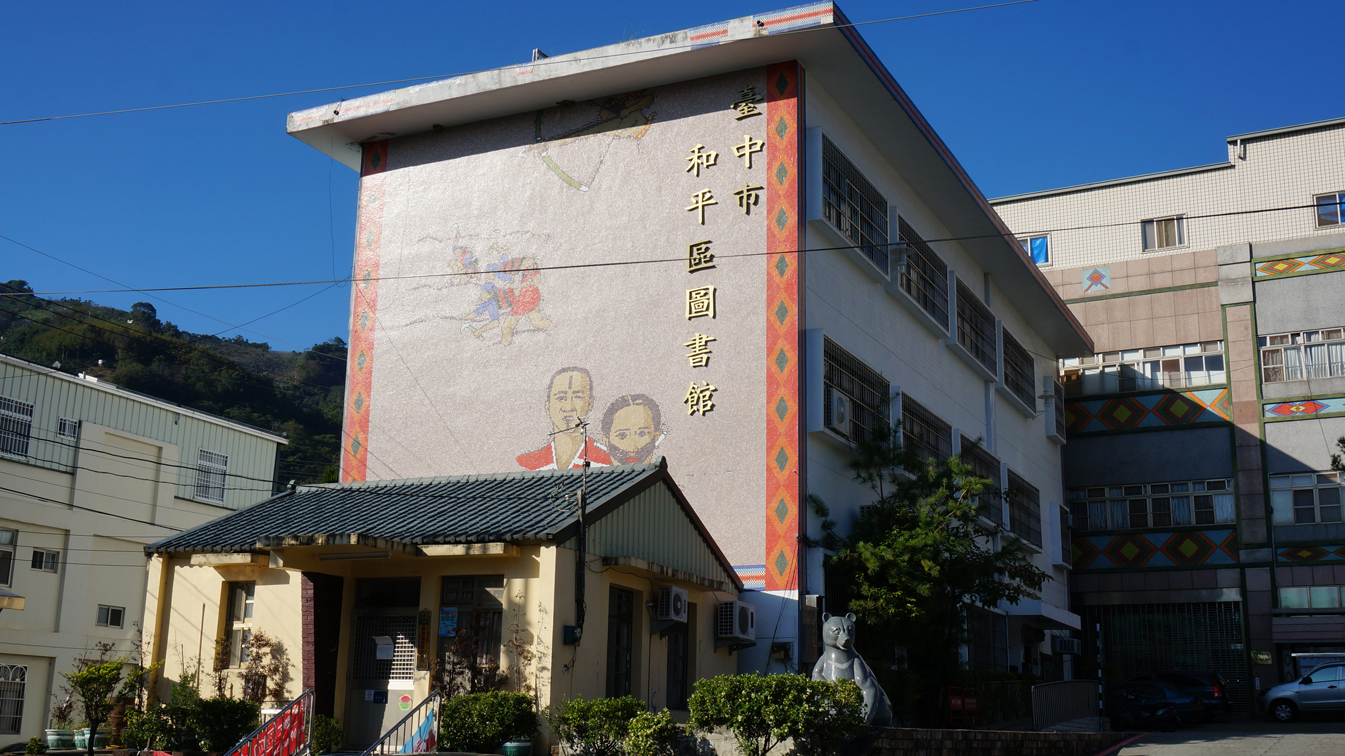
和平區立圖書館（區公所管理）

## 外部連結
- 臺中市立圖書館（繁體中文）